# 航都大街站
航都大街站是成都地铁3号线的一座车站，位于成都市双流区。航都大街站为地下岛式站台车站，2018年12月26日开通。

## 车站结构

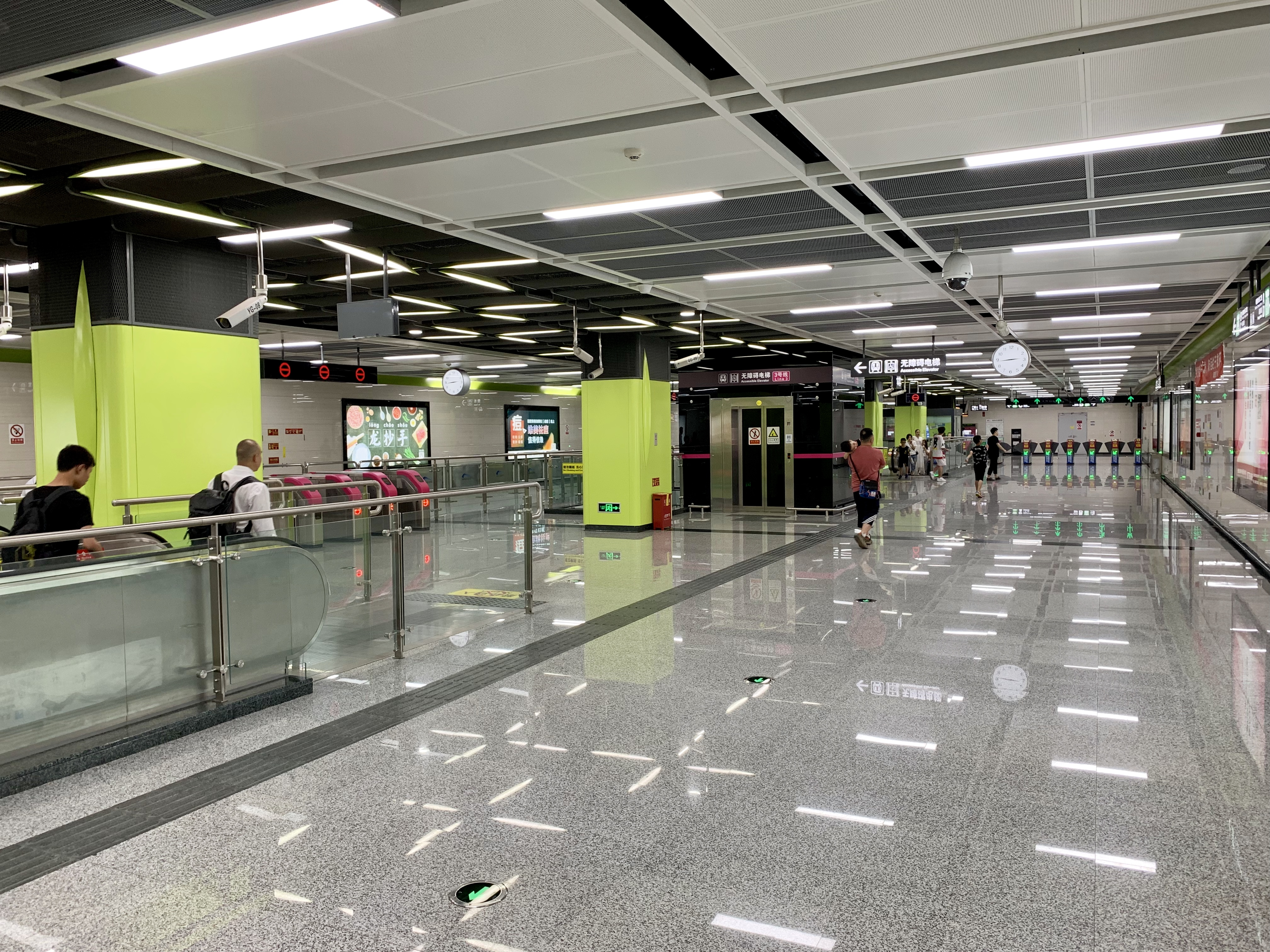
站厅层
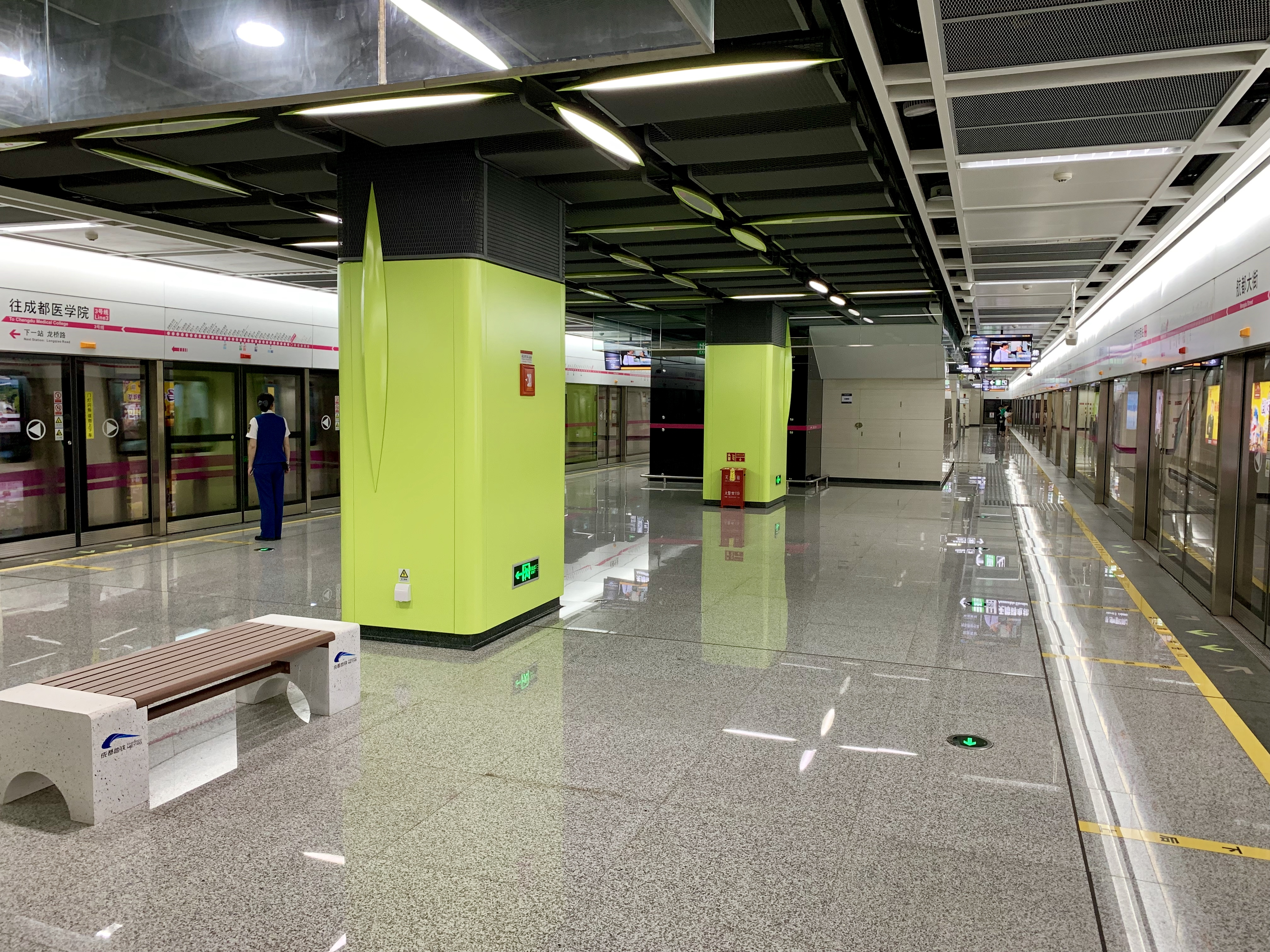
站台层

航都大街站是一个地下岛式站台车站。
| 地面      |                                    | 出入口                               |  |
| 地下 一层 | 站厅层                             | 安检、售票机、站内商店               |  |
| 地下 二层 |                                    | 3号线列车往成都医学院方向 （龙桥路） |  |
| 地下 二层 | 岛式站台，左边车门将会开启         |                                      |  |
| 地下 二层 | 3号线列车往双流西站方向 （迎春桥） |                                      |  |

- 站厅层
- 站台层

## 内装与公共艺术
本站是3号线二三期11个标准站之一。包括该站在内的3号线二期双流区站点以茶包、茶叶为主要设计元素，在立柱和天花板照明设施上融入茶叶形态，并以绿色作为车站主色调。体现了成都作为茶马古道起点悠久的农耕文化和茶文化。

## 出入口信息
本站目前开放4个出入口。
| 出口编号 | 设施                    | 地点         | 可到达目的地                     |
| -------- | ----------------------- | ------------ | -------------------------------- |
|          |                         |              |                                  |
|          |                         | 航都大街二段 | 公交航都大道五段站               |
| 出口 · B |                         | 航都大街二段 |                                  |
| 出口 · C |                         | 商都路二段   | 燕楠国际、公交航都大街商都路口站 |
| 出口 · D | 无障碍电梯 无障碍卫生间 | 商都路二段   | 迎春小区、公交迎春小区站         |